# Hyeonchungsa
 (mars 2025).
Si vous disposez d'ouvrages ou d'articles de référence ou si vous connaissez des sites web de qualité traitant du thème abordé ici, merci de compléter l'article en donnant les références utiles à sa vérifiabilité et en les liant à la section « Notes et références ».
Le Hyeonchungsa est un mausolée, dédié à l'amiral coréen Yi Sun-sin, héros national du XVIe siècle. Ce mausolée est situé à proximité de la ville de Asan (아산시), dans la province du Chungcheong du Sud en Corée du Sud.
36° 48′ 17″ N, 127° 01′ 45″ E